# Vanessa Lane
Vanessa Lane (ur. 14 października 1983 w Nowym Jorku) – amerykańska aktorka pornograficzna.

## Życiorys

### Wczesne lata
Urodziła się w Nowym Jorku. Dorastała z czterema braćmi w Upstate w stanie Nowy Jork. Wychowywała się w konserwatywnej, chrześcijańskiej rodzinie. Jej rodzice namówili ją do wzięcia udziału w różnych zajęciach szkolnych takich jak zajęcia sportowe, chór szkolny oraz kółko teatralne.

### Kariera
W dniu skończenia osiemnastu lat Lane zaczęła pracę jako tancerka erotyczna. Pracowała podczas podróży przez Wschodnie Wybrzeże, stany nad Zatoką Meksykańską, a w końcu trafiła do Kalifornii, gdzie także rozpoczęła pracę tancerki. Następnie spotkała Alexis Amore, która doprowadziła ją do jej pierwszego agenta. W 2004 roku, w wieku 21 lat, wzięła udział w swoim pierwszym filmie dla Doghouse Digital Eat My Feet Vol. 1 w reżyserii Roda Fontany.
Pojawiła się w odcinku serii Dr 90210, gdzie dr Robert M. Rey odmówił wykonania badań jej piersi w związku z jej uzależnieniem od papierosów.
Lane jest znana ze swojej niezwykłej elastyczności, którą popisuje się w swoich filmach. Potrafi założyć stopy za głowę, przybierając ciekawe pozycje seksualne, co jest bardzo pożądaną umiejętnością w branży pornograficznej.

## Nagrody i nominacje
| Rok  | Nagroda   | Kategoria                                      | Film                              | Inni wykonawcy                                                                               | Rezultat  |
| ---- | --------- | ---------------------------------------------- | --------------------------------- | -------------------------------------------------------------------------------------------- | --------- |
| 2006 | AVN Award | Najlepsza scena seksu grupowego - wideo        | Lexie & Monique Love Rocco (2004) | Rocco Siffredi, Lexi Marie, Mandy Bright, Monique Alexander, Jean Valjean i Steven St. Croix | Nominacja |
| 2006 | AVN Award | Najlepsza nowa gwiazdka                        | -                                 | -                                                                                            | Nominacja |
| 2006 | AVN Award | Najlepsza scena seksu samych dziewczyn - wideo | Buttman's Vault of Whores (2005)  | Courtney Simpson, Hillary Scott, Sammie Rhodes, Sunny Lane i Victoria Sin                    | Nominacja |
| 2008 | AVN Award | Najlepsza scena seksu analnego - wideo         | Flesh Hunter 9 (2006)             | Tory Lane i Mr. Pete                                                                         | Nominacja |